# Fabien Barel
Fabien Barel (* 26. Juli 1980 in Nizza) ist ein ehemaliger französischer Mountainbike-Profi aus Peille, der vor allem in der Disziplin Downhill erfolgreich war.

## Werdegang
Barel begann mit dem Downhill im Jahr 1995, seinen ersten internationalen Erfolg erzielte er 1998, als er Weltmeister bei den Junioren wurde.
Von 2000 bis 2009 gewann Barel insgesamt fünf Weltcup-Rennen im Downhill und beendete die Saison regelmäßig unter den Top 10 in der Weltcup-Gesamtwertung. Seine beste Platzierung erreichte er im Jahr 2002 mit Platz 5. Seine größten sportlichen Erfolge waren die beiden Weltmeister-Titel im Downhill in den Jahren 2004 in Les Gets und 2005 in Livigno. Zudem schaffte er im Jahr 2005 das Triple aus Welt-, Europa- und nationalen Meisterschaften.
2010 brach sich Barel im Training den Oberschenkel und musste die komplette Saison pausieren. Nach einer durchwachsenen Saison 2011 fuhr er bei den Weltmeisterschaften 2011 sein letztes Downhill-Rennen. Im Jahr 2012 war er als Produktentwickler und Team-Manager für sein Team Mondraker tätig.
Im Jahr 2013 wechselte Barel überraschend Team und Disziplin: er wurde Mitglied im Canyon Bicycles Factory Enduro Team und startete in den Jahren 2013 bis 2015 im MTB-Enduro in der neu geschaffenen Enduro World Series. 2013 gewann er ein Rennen der Serie, nach einem schweren Sturz im Jahr 2014 konnte er 2015 den zweiten Platz der Gesamtwertung erreichen. Zum Ende der Saison 2015 erklärte Barel seinen Rücktritt vom Profi-Sport.

## Erfolge
| 1998 - Weltmeister (Junioren) – Downhill 2000 - ein Weltcup-Erfolg – Downhill 2001 - ein Weltcup-Erfolg – Downhill 2002 - Französischer Meister – Downhill 2003 - Weltmeisterschaften – Downhill - Europameisterschaften – Downhill 2004 - Europameisterschaften – Downhill - Französischer Meister – Downhill - ein Weltcup-Erfolg – Downhill | 2005 - Weltmeister – Downhill - Europameister – Downhill - Französischer Meister – Downhill - ein Weltcup-Erfolg – Downhill 2006 - Europameisterschaften – Downhill - Französischer Meister – Downhill 2007 - Weltmeisterschaften – Downhill - Französischer Meister – Downhill 2009 - Französischer Meister – Downhill - ein Weltcup-Erfolg – Downhill 2013 - ein Erfolg Enduro World Series |